# A Cottage on Dartmoor
A Cottage on Dartmoor è un film muto britannico del 1929 diretto da Anthony Asquith.